# Cheiracanthium hainanense
Espèce
Synonymes
- Eutittha hainanensis Li & Zhang, 2024

Cheiracanthium hainanense est une espèce d'araignées aranéomorphes de la famille des Cheiracanthiidae.

## Distribution
Cette espèce est endémique de Hainan en Chine. Elle se rencontre dans le xian de Ledong.

## Description
La femelle holotype mesure 7,61 mm.

## Systématique et taxinomie
Cette espèce a été décrite sous le protonyme Eutittha hainanensis par Li et Zhang en 2024. Elle est placée dans le genre Cheiracanthium par Raven et Hebron en 2024.

## Étymologie
Son nom d'espèce, composé de hainan et du suffixe latin -ense, « qui vit dans, qui habite », lui a été donné en référence au lieu de sa découverte, Hainan.

## Publication originale
- Li & Zhang, 2024 : « A survey of cheiracanthiid spiders (Araneae: Cheiracanthiidae) from Hainan Island, Chin. » Journal of Natural History, vol. 58, no 1/4, p. 167-188.